# Pseudozarba mesozona
Pseudozarba mesozona là một loài bướm đêm trong họ Noctuidae.